# 日照路
日照路是中华人民共和国山东省青岛市市南区的一条南北向道路，也是全市最早建成的一批道路之一。该路连接广西路与湖南路。

## 概况
日照路建于1899-1901年间，属于德占时期最早建成的一批道路，以时任德意志帝国宰相伯恩哈德·冯·比洛之名命名为比洛街（德語：Bülowstraße，旧汉译：碧楼街）。1914年日军占领青岛后改名为熊本町（日语：／）。1922年北洋政府接收青岛后于次年改为现名。
日照路长度仅122米，为德占时期规划的通往总督府广场的六条放射状道路之一，与之对称的是莒县路。道路两侧多为德占时期建筑。行道树全部为银杏树。

## 周边历史建筑介绍

### 湖南路10-12号圣言会公寓旧址
位于日照路北端、与湖南路路口的东侧的湖南路10-12号最初为天主教圣言会于1912年建设的出租公寓，1930年代福柏医院德国籍院长汉斯·施密特（Hans Schmidt）及主治医师奥古斯特·布洛姆巴赫（August Blombach）、弗里茨·埃特尔（Fritz Eitel）曾在此居住，1940年代，挪威驻青岛领事馆曾迁至此处，现为民宅。

### 湖南路14号祥福洋行住宅
日照路北端、日照路湖南路路口西侧的湖南路14号址最初有一栋由德商祥福洋行建设的住宅楼，与现存的广西路7号祥福洋行住宅同时建造且风格相似，后者为1号楼，前者为2号楼，现已不存。

### 广西路3号
日照路南端、日照路广西路路口西侧的广西路3号为一栋两层住宅建筑，为天主教圣言会建于1931年的住宅。
- 湖南路10-12号圣言会公寓旧址日照路一侧，2015年1月
- 湖南路14号祥福洋行住宅旧影
- 广西路3号，2019年12月
- 广西路日照路路口，1913年，右侧为日照路，最右侧可见曼弗雷德·齐默尔曼住宅及后侧的胶澳总督府大楼，其左侧为湖南路14号祥福洋行住宅，中间偏左可见广西路5号圣言会住宅等建筑